# Chambre régionale de commerce et d'industrie Paris - Île-de-France
La chambre régionale de commerce et d'industrie Paris - Île-de-France  (1964-2013) a intégré la nouvelle CCI Paris Île-de-France, le 1er janvier 2013. Son siège actuel se trouve à l'hôtel Potocki au no 27, avenue de Friedland à Paris 8e.

## Mission
À ce titre, elle est un organisme chargé de représenter les intérêts des entreprises commerciales, industrielles et de service d'Île-de-France et de leur apporter certains services. Elle mutualise et coordonne les efforts des quatre CCI d'Île-de-France.
Comme toutes les CRCI, elle est placée sous la tutelle du préfet de région représentant le ministère chargé de l'industrie et le ministère chargé des PME, du Commerce et de l'Artisanat.

### Services aux entreprises
- Création, transmission, reprise des entreprises
- Innovation ARIST
- Formation et emploi
- Services aux entreprises
- Observatoire économique régional
- Études et développement
- Aménagement et développement du territoire
- Environnement et développement durable
- Tourisme
- Appui aux entreprises du commerce
- Performance industrielle
- Appui à l’international
- Emploi et développement des compétences
- Intelligence économique
- Appui aux mutations
- Services à la personne

## CCI en faisant partie
- chambre de commerce et d'industrie de l'Essonne
- chambre de commerce et d'industrie de Paris
- chambre de commerce et d'industrie de Seine-et-Marne
- chambre de commerce et d'industrie de Versailles-Val-d'Oise-Yvelines

## Historique
1964 : Création de la CRCI

## Pour approfondir